# Quintanamaría Amarilla
Quintanamaría Amarilla es el nombre de una variedad cultivar de manzano (Malus domestica). Esta manzana está cultivada en diversos viveros entre ellos algunos dedicados a conservación de árboles frutales en peligro de desaparición. Esta manzana es originaria de la  Provincia de Burgos  concretamente en Quintana María en el Valle de Tobalina, donde tuvo su mejor época de cultivo comercial anteriormente a la década de 1960, y actualmente en menor medida aún se encuentra.

## Sinónimos
- "Manzana Quintanamaría Amarilla",[5]
- "Manzana Amarilla de Quintana María",[7]
- "Esperiega del País".[8]

## Historia
'Cuatro Cantones' es una variedad de la Provincia de Burgos en el Valle de Tobalina por donde circula el río Ebro. El cultivo del manzano en Burgos en superficies importantes se remonta a principios del siglo XX sobre todo en la zona de Valle de las Caderechas con variedades de 'Reineta Grís de Canadá' y 'Reineta Blanca de Canadá', que actualmente se siguen cultivando con sello de Denominación de Origen. En otras zonas de Burgos las plantaciones originales se realizaron con variedades indígenas tal como 'Cuatro Cantones', 'Quintanamaría Amarilla', 'Rayada de Oña', y otras.
'Quintanamaría Amarilla' está considerada incluida en las variedades locales autóctonas muy antiguas, cuyo cultivo se centraba en comarcas muy definidas. Se caracterizaban por su buena adaptación a sus ecosistemas y podrían tener interés genético en virtud de su adaptación. Se encontraban diseminadas por todas las regiones fruteras españolas, aunque eran especialmente frecuentes en la España húmeda. Estas se podían clasificar en dos subgrupos: de mesa y de sidra (aunque algunas tenían aptitud mixta).
'Quintanamaría Amarilla' es una variedad clasificada como de mesa, difundido su cultivo en el pasado por los viveros comerciales y cuyo cultivo en la actualidad se ha reducido a huertos familiares y jardines privados.

## Características
El manzano de la variedad 'Quintanamaría Amarilla' tiene un vigor medio; florece a inicios de mayo; tubo del cáliz corto y cónico, y con los estambres insertos en su mitad.
La variedad de manzana 'Quintanamaría Amarilla' tiene un fruto de tamaño pequeño; forma esfero-cónica, con frecuencia aplastada por los dos polos , y con contorno acostillado; piel fuerte, levemente grasa; con color de fondo verde amarillo, importancia del sobre color débil, color del sobre color cobrizo, distribución del sobre color en chapa, presenta chapa en la insolación de tono cobrizo, acusa lenticelas abundantes y uniforme de tono blanquecino, y una sensibilidad al "russeting" (pardeamiento áspero superficial que presentan algunas variedades) muy débil; pedúnculo corto y medianamente grueso, siendo la anchura de la cavidad peduncular normalmente estrecha, y la profundidad de la cavidad pedúncular variada en profundidad, de fondo limpio o con leve chapa ruginosa, y con importancia del "russeting" en cavidad peduncular débil; anchura de la cavidad calicina de mediana amplitud, profundidad de la cav. calicina poco profunda o casi superficial, borde marcadamente ondulado, y con importancia del "russeting" en cavidad calicina ausente; ojo pequeño, cerrado y entreabierto; sépalos cortos de puntas vueltas o partidas.
Carne de color blanco con reflejo amarillo y fibras verdosas; textura semi-dura, jugosa; sabor característico de la variedad, dulzón y agradable; corazón pequeño, bulbiforme; eje abierto o agrietado; celdas arriñonadas, cartilaginosas; semillas de forma variada.
La manzana 'Quintanamaría Amarilla' tiene una época de maduración y recolección tardía en el otoño, se recolecta desde mediados de septiembre hasta principios de octubre. Se usa como manzana de mesa fresca.